# Рамзден, Чарли
Чарльз Уи́льям Ра́мзден (англ. Charles William Ramsden; 11 июня 1904 — 16 февраля 1975), также известный как Ча́рли Ра́мзден (англ. Charlie Ramsden) — английский футболист, крайний нападающий.

## Футбольная карьера
Родился в Саут-Нормантоне, Дербишир. В 1925 году, когда клубы «Ротерем Каунти» и «Ротерем Таун» объединились и был основан новый клуб «Ротерем Юнайтед», Рамзден стал его игроком. Провёл в команде два сезона, сыграв 50 матчей и забив 15 мячей в рамках Третьего северного дивизиона Футбольной лиги.
В мае 1927 года перешёл в «Манчестер Юнайтед». Его дебют в основном составе «Юнайтед» состоялся 24 сентября 1927 года в матче Первого дивизиона против «Тоттенхэм Хотспур». Чарли не смог закрепиться в основном составе, и в том же 1927 году отправился в аренду в клуб Третьего северного дивизиона «Стокпорт Каунти», сыграв за него 21 матч и забив 9 мячей. По окончании сезона вернулся в «Манчестер Юнайтед». 1 декабря 1928 года забил свой первый гол за «Манчестер Юнайтед» в матче против «Блэкберн Роверс». Выступал за «Юнайтед» до 1932 года, сыграв за клуб в общей сложности 16 матчей и забив 3 мяча.
В августе 1932 года перешёл в клуб «Манчестер Норт Энд».

## Статистика выступлений
| Клуб                     | Сезон            | Лига | Лига | Кубок | Кубок | Итого | Итого |
| Клуб                     | Сезон            | Игры | Голы | Игры  | Голы  | Игры  | Голы  |
| ------------------------ | ---------------- | ---- | ---- | ----- | ----- | ----- | ----- |
| Ротерем Юнайтед          | 1925/26          | 15   | 5    | 0     | 0     | 15    | 5     |
| Ротерем Юнайтед          | 1926/27          | 35   | 10   | 1     | 0     | 36    | 10    |
| Ротерем Юнайтед          | Итого            | 50   | 15   | 1     | 0     | 51    | 15    |
| Манчестер Юнайтед        | 1927/28          | 2    | 0    | 0     | 0     | 2     | 0     |
| Манчестер Юнайтед        | 1928/29          | 5    | 3    | 0     | 0     | 5     | 3     |
| Манчестер Юнайтед        | 1929/30          | 0    | 0    | 0     | 0     | 0     | 0     |
| Манчестер Юнайтед        | 1930/31          | 7    | 0    | 2     | 0     | 9     | 0     |
| Манчестер Юнайтед        | 1931/32          | 0    | 0    | 0     | 0     | 0     | 0     |
| Манчестер Юнайтед        | Итого            | 14   | 3    | 2     | 0     | 16    | 3     |
| Стокпорт Каунти (аренда) | 1927/28          | 21   | 9    | 0     | 0     | 21    | 9     |
| Стокпорт Каунти (аренда) | Итого            | 21   | 9    | 0     | 0     | 21    | 9     |
| Всего за карьеру         | Всего за карьеру | 85   | 27   | 3     | 0     | 88    | 27    |